# Dienis Bodrow
Dienis Aleksandrowicz Bodrow, ros. Денис Александрович Бодров (ur. 22 sierpnia 1986 w Togliatti) – rosyjski hokeista, reprezentant Rosji.
Jego brat Jewgienij (ur. 1988) oraz szwagier Rusłan Chasanszyn także zostali hokeistami.

## Kariera
- Łada 2 Togliatti (2002-2004)
- CSK WWS Samara (2004-2005)
- Łada Togliatti (2005-2008)
- Atłant Mytiszczi (2008-2009)
- Adirondack Phantoms (2009-2010)
- Spartak Moskwa (2010-2014)
- Saławat Jułajew Ufa (2014-2017)
- Awtomobilist Jekaterynburg (2017-2020)
- Traktor Czelabińsk (2020-2021)
- Sibir Nowosybirsk (2021-)

Wychowanek Łady Togliatti. Od lipca 2010 zawodnik Spartaka Moskwa. W lutym 2011 przedłużył kontrakt z klubem o dwa lata, a w kwietniu 2012 o trzy lata. Pełnił funkcję kapitana drużyny. Z klubu odszedł w kwietniu 2014. Od maja 2014 do kwietnia 2017 zawodnik Saławata Jułajew Ufa. W maju 2017 przeszedł do Awtomobilistu Jekaterynburg. W grudniu 2020 usunięty ze składu zespołu, po czym rozwiązano jego kontrakt, a zawodnik podpisał umowę z Traktorem Czelabińsk. Z końcem kwietnia 2021 odszedł z klubu. W maju 2021 został zaangażowany przez Sibir Nowosybirsk.

## Sukcesy
Reprezentacyjne
- Srebrny medal mistrzostw świata juniorów do lat 20: 2006

Klubowe
- Puchar Kontynentalny: 2006 z Ładą